# ブライアン・ウィレット
ブライアン・ウィレット（Brian Willett、1989年8月17日 - ） は、カナダ出身のミュージシャン。ワンリパブリックのキーボーディスト。
2012年に行われたワンリパブリックの「グッド・ライフ・ツアー」の終わりごろからキーボーディストとして参加し始め、ワンリパブリックに加入。バンド内で最年少であり、最年長のエディー・フィッシャーと15歳差である。2015年の1月1日に結婚し、2018年10月29日に娘が誕生している。
2010年よりブレント・クツレらとともにインディー・エレクトロ・ポップバンド「モナーク」のメンバーとしても活動。2015年に「Stay」、「Snow White」の2曲をリリースした。